# Derris sylvestris
Derris sylvestris är en ärtväxtart som först beskrevs av Albert Charles Smith, och fick sitt nu gällande namn av James Francis Macbride. Derris sylvestris ingår i släktet Derris och familjen ärtväxter. Inga underarter finns listade i Catalogue of Life.